# Jan Svatopluk Presl

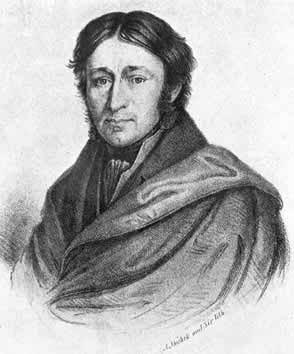
Jan Svatopluk Presl (1791-1849)

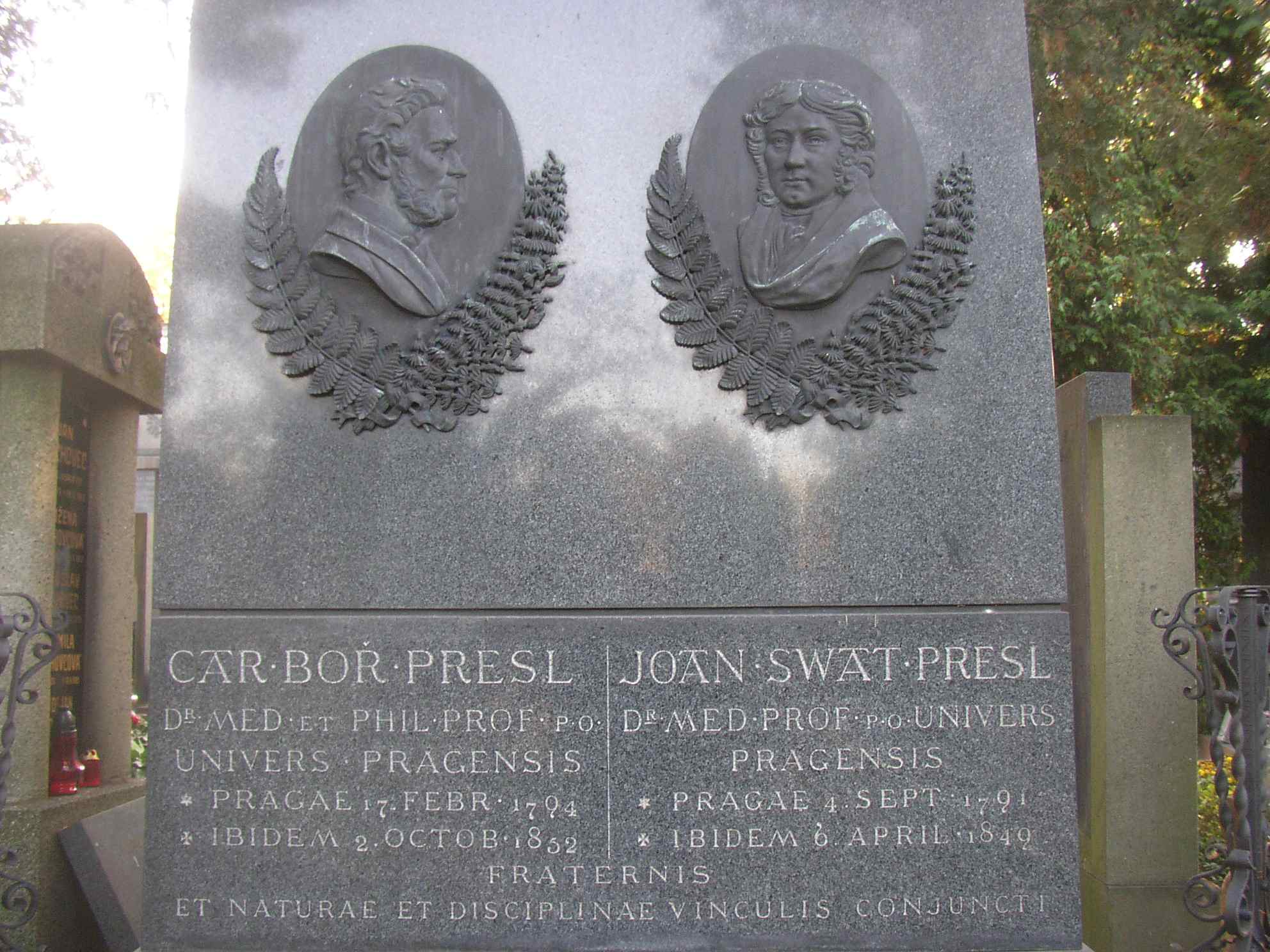
Grób braci Preslów: Karela Bořivoja i Jana Svatopluka na wyszehradzkim cmentarzu w Pradze

Jan Svatopluk Presl (ur. 4 września 1791 w Pradze  – zm. 6 kwietnia 1849 w Pradze) czeski przyrodnik. 
Profesor zoologii i mineralogii na uniwersytecie w Pradze. Jeden z najwybitniejszych czeskich przyrodników XIX wieku. Oznaczył i sklasyfikował wiele gatunków nowych roślin. Brat Karela Bořivoja Presla (1794-1852). Wspólnie z bratem opublikował dzieło ogólnobotaniczne: O přirozenosti rostlin aneb Rostlinář; Flora Čechica. 